# みなあいり
みなあいり（みなあいり、1988年9月3日 - ）は、日本のグラビアアイドル。
マークスジャパン所属。

## 作品

### 2009年
- 『女神の限界』（6月25日、コンセント）
- 『現役グラドルの非道徳な妄想』（8月6日、C&H）
- 『寸止め！ みなあいり』（10月25日 、コンセント）
- 『イメージ業界激震！一生で一番の過激作！！現役人気お騒がせアイドルが… 初本フェラ！初本口内発射！初疑似3P！！ みなあいり』（12月5日、C＆H）

### 2010年
- 『爆乳アイドルの過激乱乳8時間』（9月25日、コンセント）
- 『アイドルをヤリたい放題犯す480分!』（10月25日、コンセント）